# Christopsomo

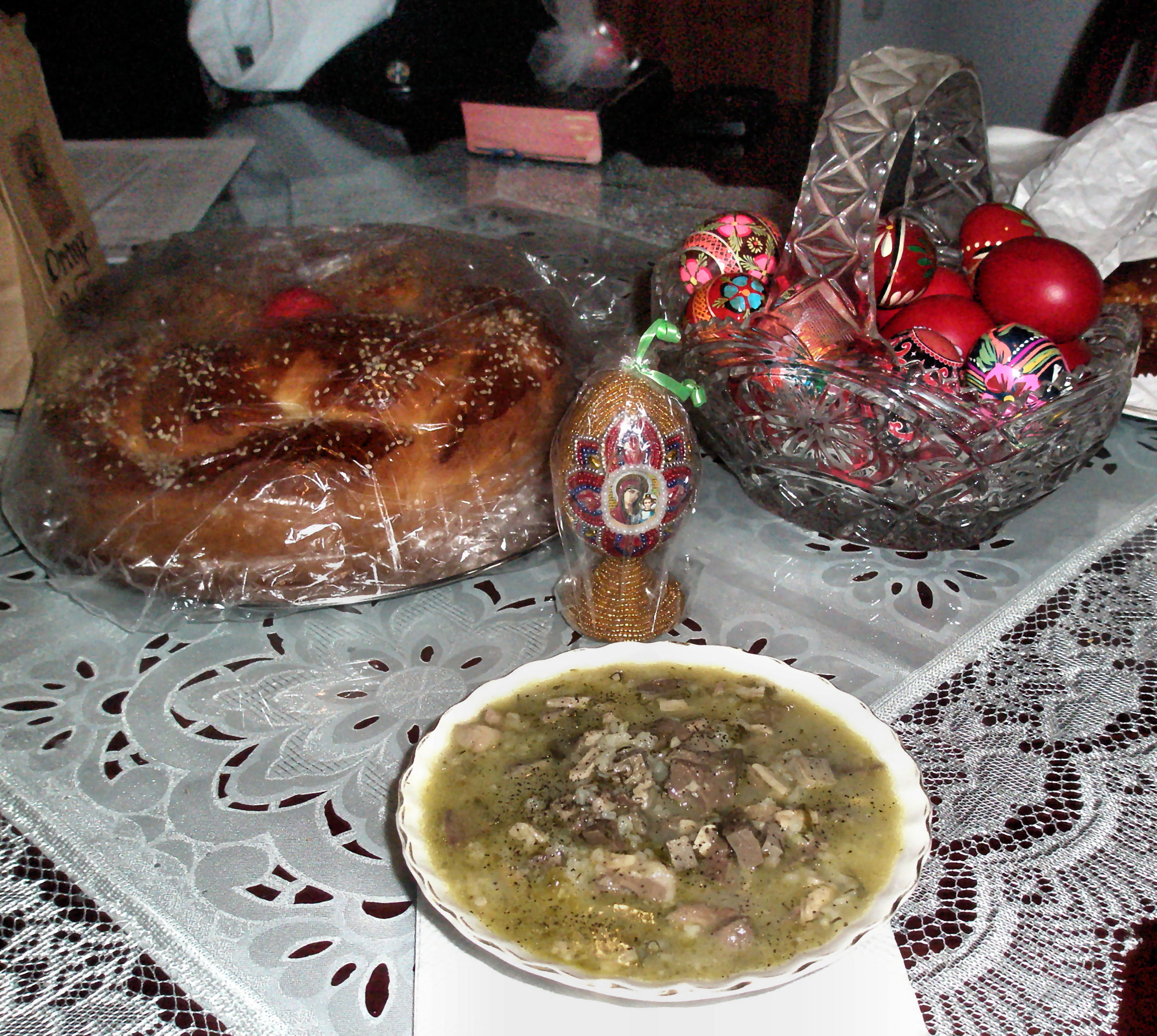
Tsoureki, a la izquierda, acompañado de un plato de magiritsa en una mesa tradicional de Pascua.

Tsoureki (griego: τσουρέκι) es un pan trenzado dulce muy típico de la cocina griega que se prepara para Pascua y Año Nuevo. Hay versiones similares en la gastronomía de Chipre, Armenia y Turquía (paskalya çöreği). La palabra ingresó al idioma griego a través del turco.
Este tipo de panes al estilo brioche es muy tradicional también en otras cocinas, tales como la húngara, checa, croata (badnji kruh), portuguesa (colomba di pasquain), francesa (galette des Rois), española (bollo de reyes), estadounidense, rusa (kulich), italiana (anise) y jalá en la cocina judía.

## Tradiciones griegas
Es un pan tipo brioche, a menudo recubierto con semillas de sésamo, conocido en diferentes cocinas del mediterráneo oriental y tradicionalmente asociado con las comidas de celebración de la Semana Santa, Navidad y  Año Nuevo.  

### Tsoureki/Lambropsomo
Τσουρέκι/λαμπρόψωμο: simboliza la resurrección de Cristo. La palabra griega λαμπρόψωμο (lambropsomo) es una combinación de dos palabras: λαμπρό (lambró, "luz brillante") y -ψωμο (psomo, procedente de ψωμί), que significa "pan": lambropsomo se traduce como pan reluciente o pan de epifanía, representando la luz dada a los cristianos por la resurrección de Cristo. 
Este pan es de forma redonda y está recubierto de semillas de sésamo. Se adorna con flores y hojas hechas de la misma masa, y con huevos pintados de rojo que representan la sangre de Cristo y la vida nueva. Se sirve al finalizar el ayuno de Cuaresma, acompañado de magiritsa (una sopa elaborada con las asaduras del cordero que se elabora con avgolemono).
La receta tradicional indica semillas de cerezas salvajes del Mediterráneo denominadas makhlepi (en griego: μαχλέπι). A veces el pan se aromatiza con mastic, la resina de los Pistacia lentiscus, var. chia que se emplea abundantemente en la cocina griega. Más recientemente se aromatiza con el menos tradicional sabor de vainilla. A veces el tsoureki es empleado como un regalo de ocasiones especiales, por ejemplo, se suele regalar en la Pascua a los niños o abuelos.

### Christopsomo
El Christopsomo (Χριστόψωμο, "pan de Cristo") es una hogaza de pan dulce decorada con una cruz y aromatizada con anís que se prepara para Navidad. A veces se agregan frutos del ficus, naranjas y mastiihi, una resina reseca del pino, y se sirve a veces con miel. Las familias dejan el pan sobre la mesa en la creencia de que Cristo vendrá y comerá de él durante la noche. Es muy frecuente en las casas ortodoxas griegas y su elaboración se considera una operación sagrada. También puede consumirse en otras ocasiones, para las que se graban sobre el pan iniciales, fechas de nacimiento o edades.

### Vasilopita: Pan de Año Nuevo
El pan servido durante las Navidades como un bollo, denominado Vasilopita (Βασιλόπιτα) y que a veces es sustituido por un tsoureki. La Vasilópita es el equivalente al roscón de Reyes, de hecho, significa Bollo de Reyes. La Vasilópita tiene que llevar una moneda, un táliro antiguamente, en su interior y al que le toque le traerá buena suerte.